# Carlos María Isidro de Borbón

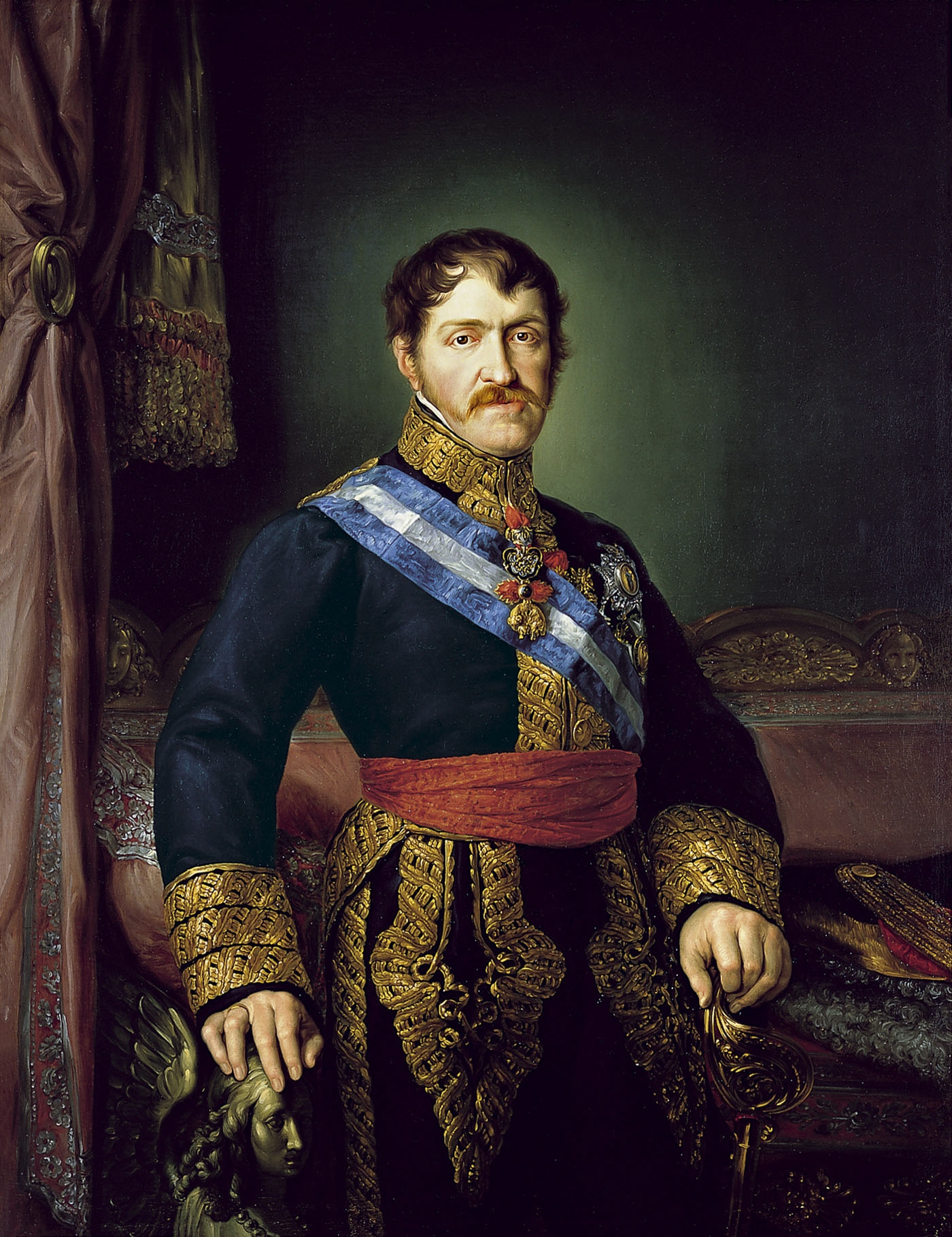
Don Carlos (V.)

Carlos María Isidro Benito de Borbón y Borbón-Parma, Graf von Molina, (* 29. März 1788 in Aranjuez; † 10. März 1855 in Triest) war der zweite Sohn König Karls IV. von Spanien und Begründer der carlistischen Linie in der bourbonischen Thronfolge in Spanien und Frankreich.

## Leben

### Frühes Leben
Don Carlos musste 1808 zugleich mit seinem älteren Bruder Ferdinand VII. auf Befehl Napoleons auf die Thronfolge Verzicht leisten und teilte bis 1814 die Gefangenschaft Ferdinands auf Schloss Valençay. 1814 kehrte er zusammen mit Ferdinand VII. nach Madrid zurück und wurde spanischer Feldmarschall. Da auch Ferdinands VII. dritte Gattin Maria Josepha von Sachsen 1829 kinderlos starb, eröffnete sich Don Carlos die nächste Aussicht zur Thronfolge. Um den Prinzen hatte sich eine Partei geschart, welche die Wiederherstellung des Katholizismus in seinem alten Glanz und des absoluten Königtums erhoffte. Nicht ohne Grund galt daher der Prinz nach der Wiederinkraftsetzung der liberalen Verfassung von Cádiz (1820) als das Haupt aller auf jenen Zweck gerichteten geheimen Verschwörungen und Umtriebe. Die liberale Presse griff ihn, besonders seit dem Abzug der Franzosen 1823, unter dem Spottnamen Bigotillos (Schnurrbart) an. Die Rückkehr zur Regierungsform der absoluten Monarchie 1823 und alle Angriffe auf die Konstitution wurden Don Carlos zugeschrieben, obgleich er sogar während des blutigen katalanischen Aufruhrs 1827 untätig in Madrid verweilte. Ferdinand VII. heiratete im Dezember 1829 in vierter Ehe Maria Christina von Bourbon-Sizilien und hob am 29. März 1830 die Lex Salica, die bloß männliche Erbfolge statuierte, durch eine Pragmatische Sanktion auf. Da Maria Christina im Oktober 1830 die Infantin Isabella gebar, sah sich Don Carlos seiner Aussicht auf die Thronfolge beraubt. Er wies alle Abfindungsanträge zurück. Zwar gelang es seiner Partei, den kranken König im September 1832 zur Wiedereinführung des Salischen Gesetzes zu bewegen; als dieser aber wieder genesen war, erklärte er das Dekret für erschlichen und die Pragmatische Sanktion von 1830 für wiederhergestellt. Als Don Carlos gegen diese Bestimmung protestierte, verwies ihn der König Anfang 1833 nach Portugal. Der Infant erließ am 29. April 1833 von Ramalhão aus einen neuen Protest gegen das von Ferdinand VII. dekretierte Thronfolgegesetz an den Rat von Kastilien und verweigerte zugleich Isabella den Huldigungseid. Der spanische König verwies seinen Bruder daraufhin nach dem Kirchenstaat. Noch aber hatte sich Don Carlos nicht nach Italien eingeschifft, als Ferdinand VII. am 29. September 1833 starb.

### Anführer im Ersten Carlistenkrieg
Don Carlos betrachtete sich nun als rechtmäßiger Herrscher von Spanien und wurde als solcher (Carlos V.) nicht nur von seiner Partei, die von jetzt an den Namen Carlisten führte, sondern auch vom portugiesischen König Miguel I. anerkannt. Die Regentin María Christina erklärte ihn daher am 16. Oktober 1833 für einen Rebellen und belegte seine sämtlichen Güter mit Beschlag, woraufhin er am 23. November noch aller Titel verlustig erklärt wurde. Doch auch König Karl Albert von Sardinien und sogar König Ferdinand II. von Neapel-Sizilien, ein Bruder Maria Christinas, sahen Don Carlos als legitimen spanischen König an. Russland, Preußen, Österreich und Papst Gregor XVI. versagten wiederum Isabella die Anerkennung; nur die konstitutionellen Monarchien Frankreichs und Großbritannien akzeptierten ihre Thronfolge.
Es entbrannte nun ein äußerst grausam geführter Bürgerkrieg, der Erste Carlistenkrieg (1833–40). Dieser hatte eine internationale Dimension, da ausländische Hilfstruppen und Flottenverbände in ihn eingriffen und auch Fremdmächte Kriegsgüter lieferten. In manchen Teilen Spaniens wurden die Carlisten vom niedrigen Adel und Klerus, aber auch von Kleinbauern und teilweise von kleinen städtischen Handwerkern unterstützt. Besonders fanden sie im Baskenland sowie in Navarra und Katalonien Anhang.
Ein von Don Carlos am 27. November 1833 von Portugal aus versuchter Einfall auf spanisches Gebiet misslang, woraufhin er nach Portugal zurückkehrte. Während in Spanien bereits der Carlistenkrieg tobte, gehörte die von der Regentin Maria Christina am 22. April 1834 mit Portugal, England und Frankreich abgeschlossene Quadrupelallianz zu den Ursachen, dass sich König Miguel und Don Carlos kraft des Vertrags von Évora Ende Mai von Portugal aus einschifften. Don Carlos segelte mit seiner Familie und Gefolge an Bord des britischen Kriegsschiffs Donegal nach England, wo er am 17. Juni in Portsmouth ankam. Hier wies er beharrlich die Vorschläge Maria Christinas auf die Zahlung eines bedeutenden Jahresgehalts zurück. Schon am 1. Juli verließ er heimlich England, landete in Frankreich und gelangte verkleidet über Dieppe und Paris am 10. Juli nach Navarra. Seine Gemahlin Maria Francisca blieb in London zurück, starb aber schon am 4. September 1834 in Alverstock bei Portsmouth.
Don Carlos erließ nach seiner Ankunft bei der Armee einen Aufruf an diese und eine Amnestie. Seine Anwesenheit fachte den Krieg der Carlisten gegen die Anhänger Maria Christinas (die sog. Cristinos) weiter an. Die Cortes sprachen am 3. September 1834 fast einstimmig die Ausschließung von Don Carlos und seiner Nachkommen von der Thronfolge und seine Verbannung aus Spanien aus. Diesen Beschluss bestätigten die konstituierenden Cortes von 1836. Der Krieg wurde inzwischen mit wechselndem Erfolg geführt.
Anfang Mai 1837 übernahm Don Carlos persönlich das Oberkommando über ein aus etwa 16000 Mann Infanterie und 2000 Reiter bestehendes, bei Tolosa stationiertes carlistisches Heer, um gegen Madrid zu marschieren. Er zog den Ebro hinab, schlug am 24. Mai den christinischen General Miguel María Iribarren bei Huesca, wo besonders die französische Fremdenlegion viel litt, und breitete sich, nachdem er in Barbastro die Angriffe der Cristinos abgeschlagen hatte, in Oberkatalonien aus. Am 30. Juni überschritt er bei Mora den Ebro. Hier war aber seine Armee, durch Gefechte und Detachierungen geschwächt, auf 7000 Infanteristen und 600 Reiter, die noch dazu keine Artillerie hatten, zusammengeschmolzen. Der carlistische Heerführer Ramón Cabrera führte aber nun dem Prätendenten 14000 Mann neuer Truppen zu. Baldomero Espartero, ein führender Feldherr der Cristinos, konnten daher Carlos am weiteren Vordringen nicht hindern. Noch vor Don Carlos rückte sein General Juan Antonio de Zaratiegui mit etwa 6000 Mann und 400 Reitern am 26. August in Segovia ein und bedrohte Madrid auch von dieser Seite. Madrid wurde daher in Belagerungszustand erklärt. Bald streiften die Carlisten bis dicht an die nur schwach besetzte und fast ausschließlich von Nationalgardisten verteidigte Hauptstadt. In dieser Not kam Espartero in Gewaltmärschen am 12. August nach Madrid und zwang die Carlisten Segovia zu räumen. Nach einem am 24. August bei Herrera erfochtenen Sieg über das Korps Burens, wobei 1600 Mann gefangen und zum Teil später von den Carlisten niedergemetzelt wurden, näherte sich Don Carlos vom Südosten her abermals der Hauptstadt, indem er als Vorhut Cabrera mit 4000 Mann voraussandte. Espartero brach aber am 28. August auf und schlug Cabrera am 13. September bei Sacedon gänzlich, so dass auch das Gros der Carlisten sich schleunigst in die Gebirge von Soria zurückzog. Espartero verfolgte sie und trieb am 20. Oktober 1837 Don Carlos und Zaratiegui über den Ebro zurück. So war der Zug des Prätendenten gegen Madrid gescheitert.
1838 vermählte sich Don Carlos mit der portugiesischen Infantin Maria Theresia, Prinzessin von Beira und Schwester seiner verstorbenen Gattin Maria Francisca. Bei inoffiziellen Friedensverhandlungen wurde eine Eheschließung der erst siebenjährigen Königin Isabella mit Don Carlos’ ältestem, knapp 20-jährigem Sohn Carlos Luis in Aussicht genommen, doch zerschlugen sich diese Heiratspläne. Am 18. Februar 1839 ließ der carlistische Feldherr Rafael Maroto mehrere hochrangige Offiziere der Carlisten eigenmächtig wegen angeblicher Verschwörung gegen ihn erschießen. Darauf erließ Don Carlos auf Betreiben seiner Kamarilla am 21. Februar ein Manifest gegen Maroto, worin er diesen als Verräter seiner Stelle entsetzte. Maroto aber rückte, da er die Soldaten auf seiner Seite hatte, am 23. Februar nach Tolosa, bedrohte von hier aus das Hauptquartier von Don Carlos und schnitt dessen Verbindung mit Gipuzkoa ab. Don Carlos nahm nun eilig am 24. Februar in Villafranca sein Manifest zurück und fügte sich, dass die Anführer der Kamarilla, u. a. der Bischof von Leon, verbannt wurden, von denen die meisten nach Frankreich gingen. Um Marotos Macht zu brechen, errichtete Don Carlos am 28. März einen obersten Kriegsrat und berief heimlich mehrere der Verbannten aus Frankreich zurück. Diese bewirkten am 9. August im Baztan-Tal einen Aufstand gegen Maroto, der indessen bald unterdrückt wurde. Am 31. August 1839 schloss Maroto mit Espartero den Vertrag von Vergara, gemäß dessen Bedingungen zahlreiche carlistische Soldaten die Waffen niederlegten. Don Carlos, dem nur noch 10.000 Mann treu geblieben waren, erklärte in einer Proklamation vom 31. August Maroto abermals für einen Verräter. Der hart bedrängte Prätendent musste sich aber ins Baztan-Tal zurückziehen und flüchtete von dort am 15. September 1839 mit seiner Familie nach Frankreich. Dort erhielt er das Hotel de Panette in Bourges als Aufenthaltsort angewiesen und lebte seitdem in halber Gefangenschaft. Infolge von Spaltungen unter der carlistischen Partei entsagte er am 18. Mai 1845 seinen Rechten auf den spanischen Thron zugunsten seines ältesten Sohnes Carlos Luis. Unter dem Namen eines Grafen von Molina lebte er seit 1847 in Triest, wo er am 10. März 1855 starb.

## Ehe und Nachkommen

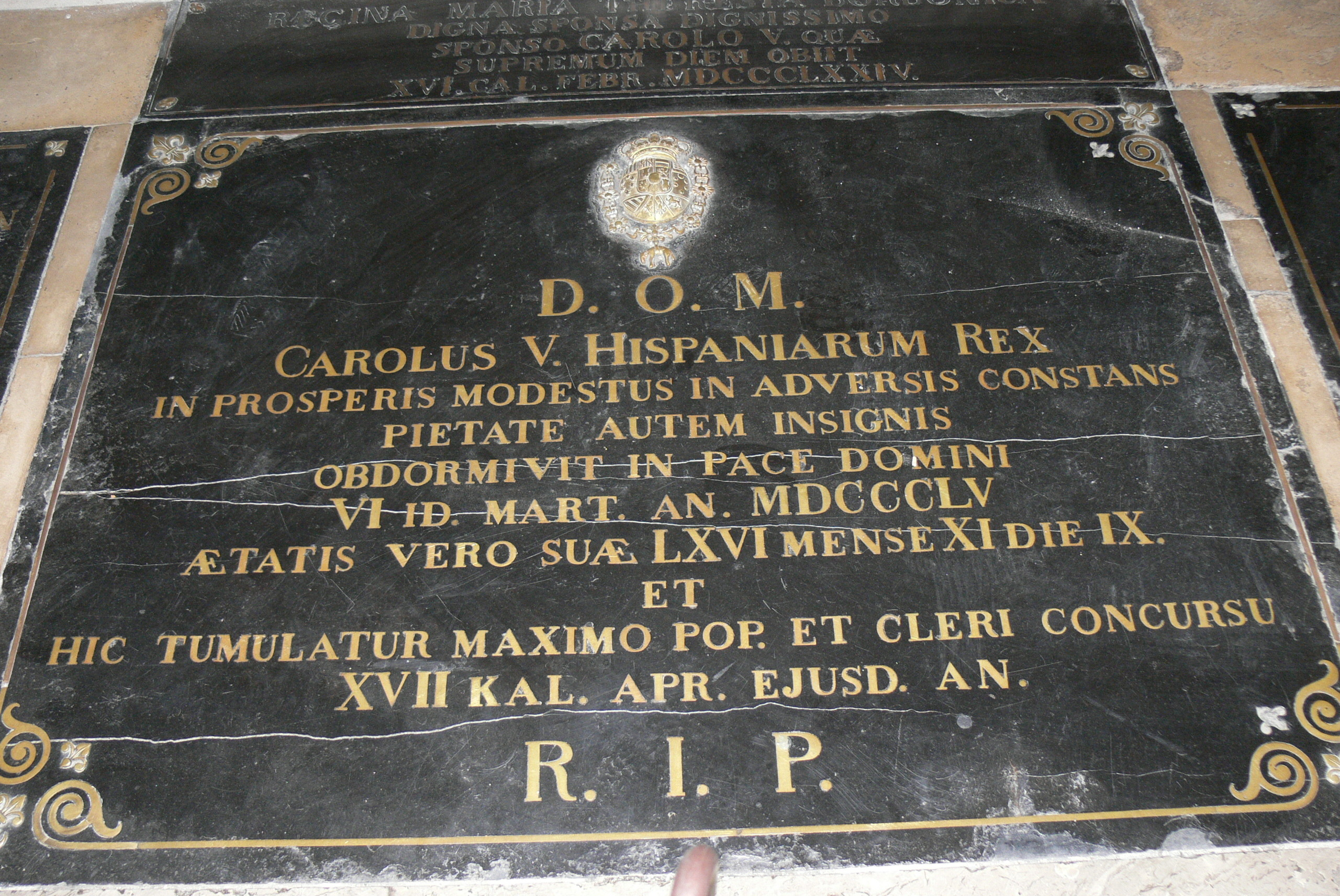
Grab Carlos’ (V.)

Carlos wurde in einer Seitenkapelle der Kathedrale von San Giusto in Triest beigesetzt.
Carlos de Borbón heiratete 1816 seine Nichte Maria Francisca von Portugal. Sie hatten drei Kinder:
- Carlos (VI.) Luis María Fernando (1818–1861), Graf von Montemolín, ⚭ 1850 Prinzessin Maria Caroline von Bourbon-Sizilien (1820–1861)
- Juan (III.) Carlos Maria Isidro (1822–1887), Graf von Montizón, ⚭ 1847 Erzherzogin Maria Beatrix von Österreich-Este (1824–1906)
- Ferdinand de Borbón (1824–1861), unverheiratet